# Levenwick

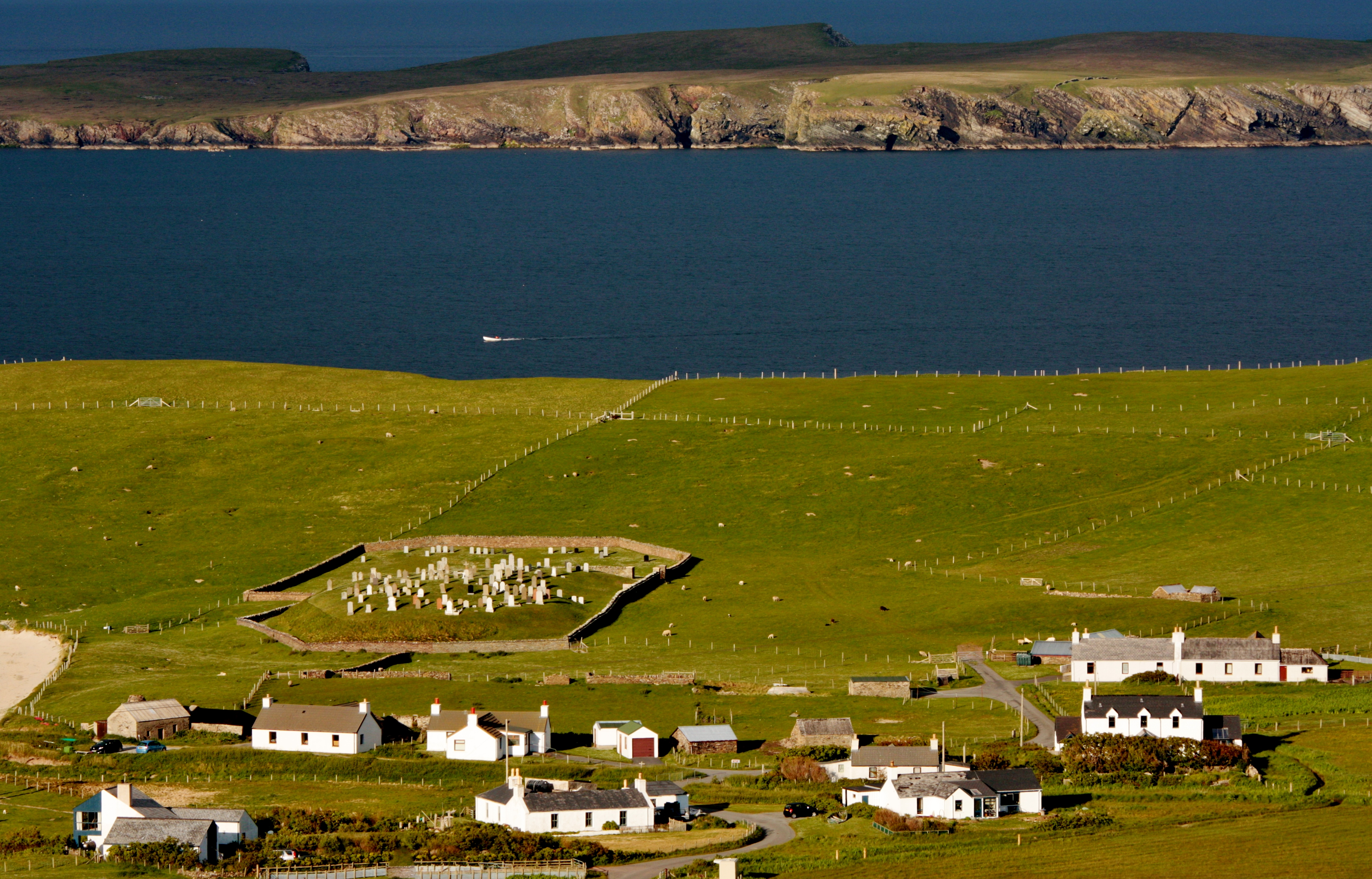
Häuser und Friedhof von Levenwick

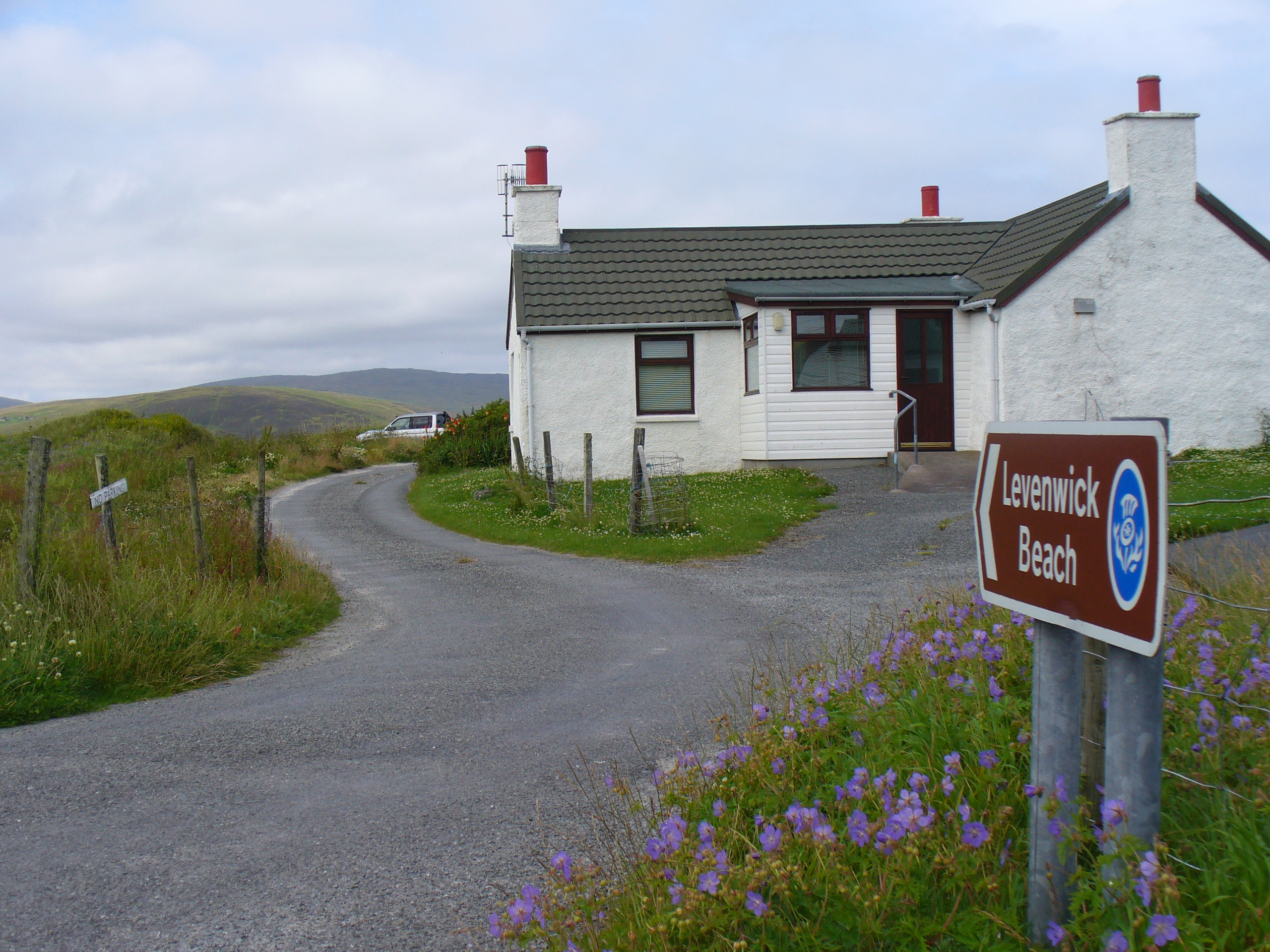
Straße zum Strand von Levenwick

Levenwick ist eine Ortschaft, die in Schottland im Süden der Shetlandinseln liegt.

## Geographie
Levenwick liegt an der östlichen Küste von Mainland, am westlichen Ufer der Bucht Leven Wick. Nach Lerwick sind es 20 Kilometer im Norden. In der Nähe liegt Bigton im Westen.

## Historisches
Im Rahmen der historischen Gliederung Schottlands in Civil Parishes zählt Levenwick zu Dunrossness.
Der Broch von Levenwick liegt südöstlich von Levenwick.

## Verkehr
Am Rande von Levenwick verläuft die A970, die, in diesem Abschnitt, Sumburgh im Süden mit Lerwick im Norden verbindet.